# Wasenmeisterei (Oberscheinfeld)
Wasenmeisterei  (fränkisch: Da Masda) ist eine Wüstung auf dem Gemeindegebiet des Marktes Oberscheinfeld im Landkreis Neustadt an der Aisch-Bad Windsheim (Mittelfranken, Bayern).

## Geografie
Die Einöde lag in unmittelbarer Nachbarschaft zur Lohmühle am Appenbach auf einer Höhe von 352 m ü. NHN. Über einen landwirtschaftlichen Verkehrsweg gelangte man nach Appenfelden (1,1 km nordwestlich) bzw. nach Oberrimbach (2,5 km östlich).

## Geschichte
Die Einöde wurde auf dem Gemeindegebiet von Appenfelden gegründet. 1834 erfolgte die erste schriftliche Erwähnung als „Waasenmeisterei“, in der Bayerischen Uraufnahme wurde sie „Fallmeisterey“ genannt, in Ortsverzeichnissen (1840, 1861) findet sich auch die Bezeichnung „Fallhaus“. Der dort ansässige Wasenmeister war für die Tierkadaverbeseitigung innerhalb des Herrschaftsgerichtes Schwarzenberg zuständig. Nach 1950 war das Anwesen unbewohnt, 1961 wurde der Ortsname amtlich aufgehoben, in der Folgezeit wurde das Anwesen abgerissen.

### Einwohnerentwicklung
| Jahr      | 001836 | 001840 | 001861 | 001871 | 001885 | 001900 | 001925 | 001950 |
| Einwohner | 13     | 13     | 7      | 6      | 6      | 5      | 7      | 7      |
| Häuser    | 2      | 2      |        |        | 1      | 1      | 1      | 1      |
| Quelle    | [ 8 ]  | [ 5 ]  | [ 6 ]  | [ 9 ]  | [ 10 ] | [ 11 ] | [ 12 ] | [ 13 ] |

### Religion
Wasenmeisterei war römisch-katholisch geprägt und nach St. Michael (Appenfelden) gepfarrt.